# Fritz von Scherenberg
Theodor Friedrich Wilhelm genannt Fritz Scherenberg, seit 1917 von Scherenberg (* 4. Januar 1858 in Steele; † 28. Mai 1928 in Bonn) war ein preußischer Landrat im Kreis Mettmann, Polizeipräsident von Frankfurt am Main und Regierungspräsident in Koblenz.

## Leben
Der Protestant Fritz Scherenberg wurde als Sohn des 1872 gestorbenen gleichnamigen Bergwerksbesitzers und Grubendirektors Friedrich Scherenberg und dessen Ehefrau Maria Katharina geb. Grimberg geboren.
Im benachbarten Essen besuchte Scherenberg das Gymnasium, das er zu Ostern 1878 mit dem Abitur verließ. In der Folge nahm er ein Studium der Rechtswissenschaften an der Rheinischen Friedrich-Wilhelms-Universität an und wurde im Corps Hansea Bonn aktiv. Als Inaktiver wechselte er an die  Friedrich-Wilhelms-Universität zu Berlin (1878–1881). Das Erste Staatsexamen legte er mit der Note ausreichend am 9. November 1881 ab (19. November 1881), ehe er am 3. Dezember desselben Jahres seine Vereidigung als Gerichtsreferendar erhielt. Seine weitere Ausbildung führte ihn an das Amtsgericht Essen-Steele sowie das Landgericht Essen, bevor er unter Ernennung zum Regierungsreferendar in den Preußischen Verwaltungsdienst wechselte und der Regierung in Düsseldorf und anschließend jener in Stettin zur Beschäftigung überwiesen wurde. Nach Ablegung der Großen Staatsprüfung, am 12. Februar 1887, die er mit der Gesamtnote gut abschloss, wurde Scherenberg am 24. Februar und mit Dienstalter vom 12. Februar zum Regierungsassessor ernannt. Als solcher wurde Scherenberg am 5. März 1887 an die Regierung in Potsdam überwiesen, wo ihm zum 1. Juni 1891 zunächst kommissarisch die Leitung der Verwaltung des Kreises Mettmann mit Sitz in Vohwinkel übertragen wurde. Die definitive Ernennung zum dortigen Landrat folgte am 8. Januar 1892. In dieser Zeit gründete er 1893 gemeinsam mit Bürgermeistern und Ärzten den „Zweigverein vom Roten Kreuz für den Kreis Mettmann“, dessen Leitung er übernahm. Scherenberg verblieb 12 Jahre in dieser Stellung, bis ihm am 10. Februar 1904 und mit Dienstantritt zum 23. Februar die Stellung als Polizeipräsident in Frankfurt am Main übertragen wurde. Von dort wechselte er auf Grund Bestallung vom 24. April 1911 und mit Amtseinführung am 10. Mai 1911 als Regierungspräsident an die Königlich Preußische Regierung nach Koblenz, wo er zum 1. November 1917 und auf eigenes Nachsuchen vom 5. September aus dem Amt entlassen wurde. Zehn Tage vor seinem Ausscheiden verlieh ihm am 21. Oktober 1917 Kaiser Wilhelm II als preußischer König den Adelsstand.
Während seiner Amtszeit als Landrat des Kreises Mettmann gehörte Scherenberg von 1901 bis 1903 dem Provinziallandtag (Preußen) der Rheinprovinz in Düsseldorf an.
Fritz Scherenberg heiratete am 22. September 1898 in Elberfeld Selma Emilie genannt Emmy Noetzlin (geboren am 7. Oktober 1874 in Basel), eine Tochter des Elberfelder Fabrikbesitzers Jerôme Noetzlin und dessen Ehefrau Clara geb. de Werth. Aus ihrer Ehe gingen ein Sohn und eine Tochter hervor.

## Auszeichnungen
- Rote Kreuz-Medaille (Preußen) 3. Klasse mit Schleife (1899)[2]
- Roter Adlerorden 4. Klasse (8. Oktober 1900)[4]
- Königlicher Kronen-Orden (Preußen) 3. Klasse (1905)[2]
- Verdienstorden Philipps des Großmütigen, Ehrenkreuz (10. Juni 1908)[7][2]
- Hausorden von Oranien, (1908)[2]
- Oldenburgischer Haus- und Verdienstorden des Herzogs Peter Friedrich Ludwig, Ehrenkomturkreuz  (1908)[2]
- St.-Sava-Orden 3. Klasse (1909)[2]
- Orden Danilos I. für die Unabhängigkeit, Kommandeurkreuz (1909)[2]
- Roter Adlerorden 3. Klasse mit Schleife (1909)[2]
- Erinnerungszeichen für Verdienste um das Feuerlöschwesen (1909)[2]
- Erlöser-Orden, Kommandeurkreuz (1910)[2]
- Sankt-Stanislaus-Orden 2. Klasse mit dem Stern (1910)[2]
- Franz-Joseph-Orden, Komturkreuz (1912)[2]
- Königlicher Kronen-Orden (Preußen) 2. Klasse (1913)[2]
- Eisernes Kreuz am weißen Bande (1916)[2]
- Roter Adlerorden 2. Klasse mit Eichenlaub[4]